# Горєлово
Муніципа́льний о́круг Горє́лово — муніципальне утворення в складі Красносельского району Санкт-Петербурга.

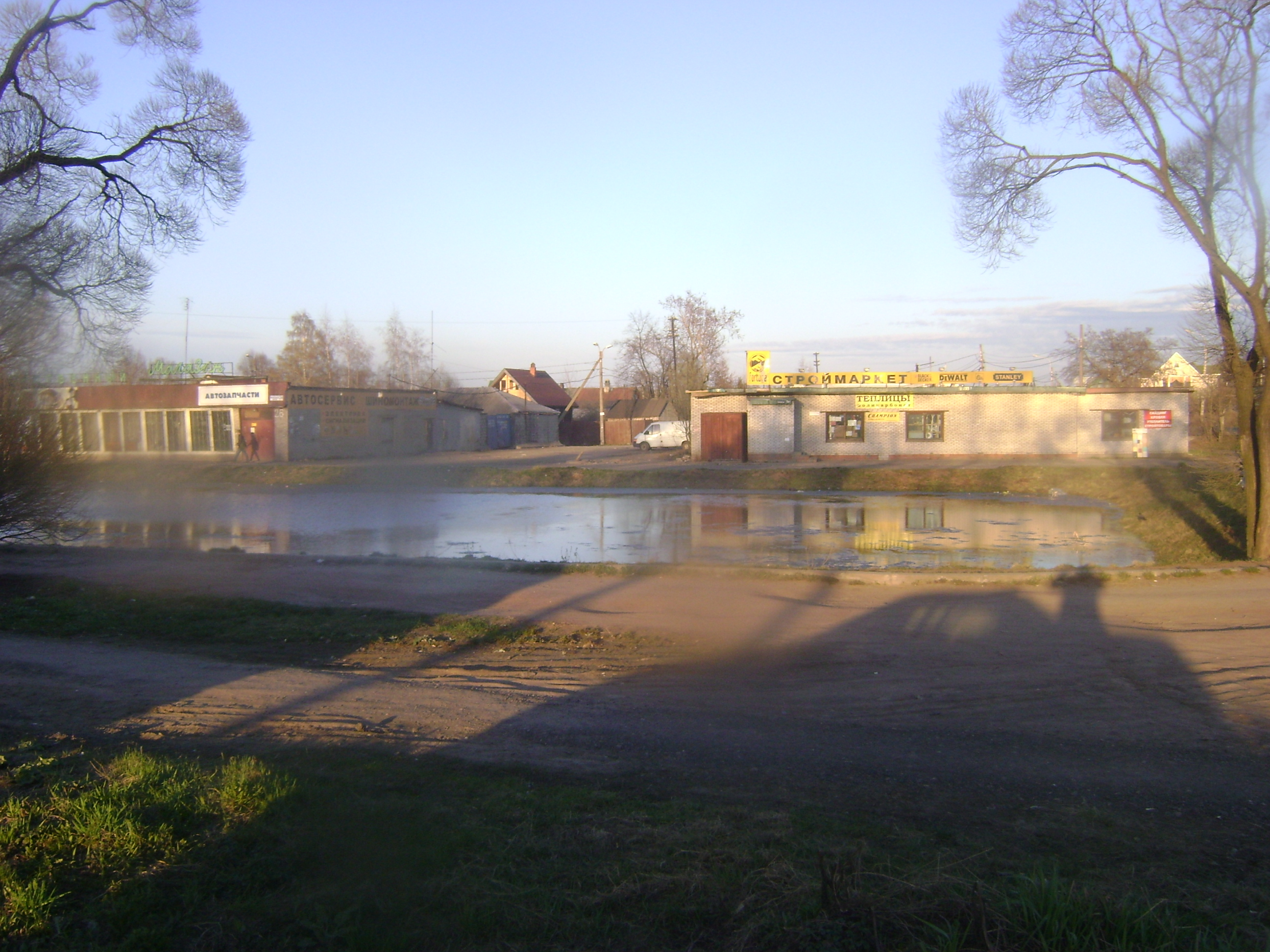

Розташоване в південно-західній частині міста. 
Межує:
- на півночі по Петергофській лінії залізниці з муніципальними округами Ульянка і Уріцк
- на сході — з Московським районом і Ленінградською областю
- на півдні — з містом Красне Село
- на заході — з Константиновським і Ленінградською областю

Чисельність населення — 16640 чоловік (2002рік).
Округ складається з двох частин, які мають тільки одну спільну точку. Північно-західна частина — історичний район Старо-Паново, південно-західна — Горєлово і Торікі. В окрузі є як багатоповерхова житлова забудова, так і приватний сектор.
Головною транспортною магістраллю округа є Красносельське шосе, по якому проходить більшість автобусних маршрутів. Вздовж шосе розташовані гіпермаркети «Лента» і «К-Раута». По території округу проходить Гатчинська лінія залізниці, є станції Лігово і Горелово.

## Релігія
Також в селищі є буддистський храм — Буддавіхара (2006).
В районі розташоване Горєловське кладовище.